# بيسون بريسكس
البيسون بريسكس أو بيسون السهوب هو نوع قبل تاريخي من ثيران البيسون عاش خلال عصر البلستوسين عبر مناطق واسعة في شمال أوراسيا وأمريكا الشمالية تمتد من بريطانيا إلى الأقاليم الكندية الشمال غربية. كانت حيوانات البيسون بريسكس ثيراناً ذات قرون كبيرة متكيفة جيداً لرعي مروج أوراسيا، ومظهرها معروف إلى حد كبير من رسومات كهوف العصر الحجريّ في والجثث المحفوظة في الأرض المُتجمدة، وربما كانت هذه الحيوانات - جنباً إلى جنب مع الأحصنة الصغيرة والمواميث الصوفية - واحدة من أكثر الحيوانات شيوعاً ووفرة في ألاسكا وبيرنجيا عموماً.

## الوصف
يَعرف العلماء اليوم الكثير عن مظهر البيسون بريسكس القديم من جثثه المحفوظة في الجليد ورسومات سكان كهوف ما قبل التاريخ، وتظهر هذه الأدلة أنه كان أقرب في مظهره إلى البيسون الأوروبي من الأمريكي. فالرسوم تظهر حيواناً لا يَملك السيقان المغطاة بالصوف أو اللحية الطويلة أو قلنوسة الرأس الصوفية التي يَملكها البيسون الأمريكي الحديث، وإضافة إلى ذلك توجد اختلافات أخرى مثل أن نسبة حجم الأنثى من حجم الذكر أقل عند البيسون بريسكس وقرونه أكبر بكثير من قرونها.
كان البيسون بريسكس حيواناً قوياً يَتميز بجسمه الضخم (فقد كان أكبر بقليل من بيسون الخشب الحديث)، فقد كانت قرونه أكبر بكثير من قرون البيسونين الأوروبي والأمريكي الحديثين، وبلغت المسافة بين طرفيهما ما يُقارب المتر الواحد وعرض نواتهما وحدها وَصلَ إلى 1.2 متر، وكانت قروناً كبيرة رؤسها منحنية إلى الخلف قليلاً وتبرز من الرأس بعيداً عن الجمجمة باتجاه الأعلى ومائلة إلى الأمام قليلاً. كان يَملك البيسون بريسكس سنامين، وبلغ ارتفاعه مترين تقريباً مما جعل منه حيواناً ضخماً فعلاً.

## الاكتشافات

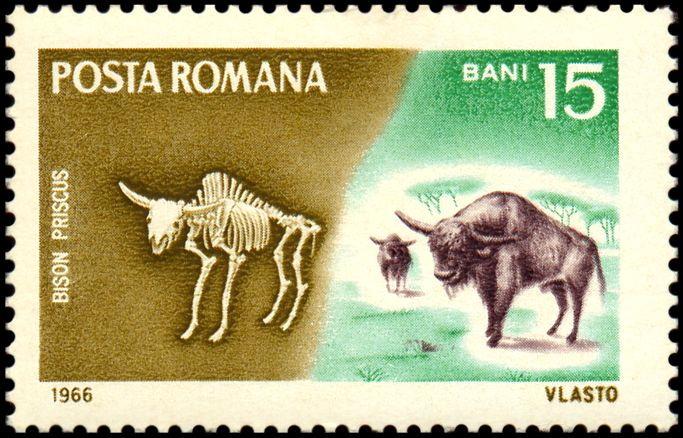
عملة من رومانيا تعود إلى عام 1966 يَظهر عليها رسم بيسون بريسكس.

عُثرَ على مجموعات ضخمة مثيرة من الرسومات عددها يَبلغ دزينات في كهوف إسبانيا وفرنسا، وتعطي هذه الرسومات فكرة عن سلوك وطريقة حياة البيسون بريسكس، فقد صورت العديد من هذه الرسومات حيوانات البيسون وهي تسير في قطعان أو تتقاتل معاً من أجل الحصول على الإناث إضافة إلى صيد إنسان ما قبل التاريخ لهذه الحيوانات. إن رسومات البيسون بريسكس منتشرة أيضاً في روسيا، وعُثرَ على الكثير من بقايا هذه الحيوانات أيضاُ في بريطانيا، مما ساعد على دراسة هذه الحيوانات والتعرف عليها إلى حد كبير.

### «بلو بيب»

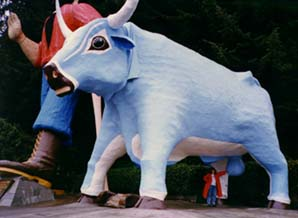

كان اكتشاف بيسون بريسكس متجمد عام 1979م في ألاسكا عمره 36,000 عام مات خلال أوائل الشتاء ذا أهمية وفائدة كبيرين جداً في التعرف على مظهر هذه الحيوانات الخارجي، وقد أطلق على تلك العينة «بلو بيب» بعد أن حفظت في رسوبيات غنية بالحديد وفقيرة بالفوسفات فتأكسدت وأصبح لونها مزرقاً. تظهر علامات الحدوش على الجانب الخلفي من جمجمة بلو بيب والثقوب التي خلفتها الجراح على على وجهه وسن الأسد المغروز في عنقه أنه كان قد هاجمه أسدان أو ثلاثة وقضوا عليه. لكن يَبدو أن جسد بلو بيب تجمد بعد موته بمدة قصيرة، ولذا فإنه لم يُلتهم إلا جزء منه، وعندما أتى الربيع دفن تماماً وحُفظ حتى اكتشافه اليوم. والآن تشكل هذه العينة كنزاً حقيقياً للعلماء لما يُمكنها أن تقدمه من معلومات حول نمط حياة هذه الحيوانات والطريقة التي عاشت فيها إضافة إلى بيئتها وطعامها وكل شيء آخر.

## السلوك والحياة
تظهر الدلائل الأحفورية أن البيسون بريسكس جاب التلال بدلاً من السهول وقيعان الأودية مثل البيسون الأمريكي الحديث. وتشير العلامات على قرون هذه الحيوانات انها كانت تصبح مُكتملة النمو عند عمر يَتراوح من 8 إلى 9 سنوات، وتعيش حتى عمر 16 عاماً. كما أنه من المُتحمل أن هذه الحيوانات عاشت في قطعان كما تظهر هذه الدلائل.

### الغذاء
يَتغذى البيسون الحديث اليوم على أعشاب تنمو خلال وقت قصير جداً من السنة، ولذا فقد تكيف لقضاء وقته في جوب السهول والبحث عن العشب ثم التهامه خلال الوقت القصير الذي يَنمو فيه. وبطريقة مشابهة، كانت تنمو الأعشاب في العصور الجليدية التي عاشها البيسون بريسكس ببطء أكبر وتغطي مساحات أصغر. لكن مع هذا، فقد كان هناك تنوع أكبر في أنواع النباتات آنذاك (أو على الأقل كانت هذه هي حالة مروج العصر الجليدي في ألاسكا)، ومن شأن هذا أن يُطيل مدة موسم الرّعي، لذا فخلال أي وقت من السنة كانت يُوجد مخزون كبير نسبياً من النباتات التي يُمكن للبيوسن بريسكس أن يَتغذى عليها. ما يَعنيه هذا في النهاية هو أن البيسون بريسكس تكيف مع نمط غذاء مختلف عن البيسون الحديث بناءً على البيئة التي كان يَعيش فيها، حيث لم تكن النباتات تغطي مساحات واسعة من الأرض، ولذا فإنه من المتوقع أن هذه الحيوانات كانت تتناثر عبر السهول في العصور الجليدية ضمن مجموعات صغيرة وتأكل من بقع صغيرة لنباتات التندرة أو من تجمعات ضئيلة للأعشاب (وقد عُثرَ على دلائل في معدته على تناوله للعشب).

## التطور

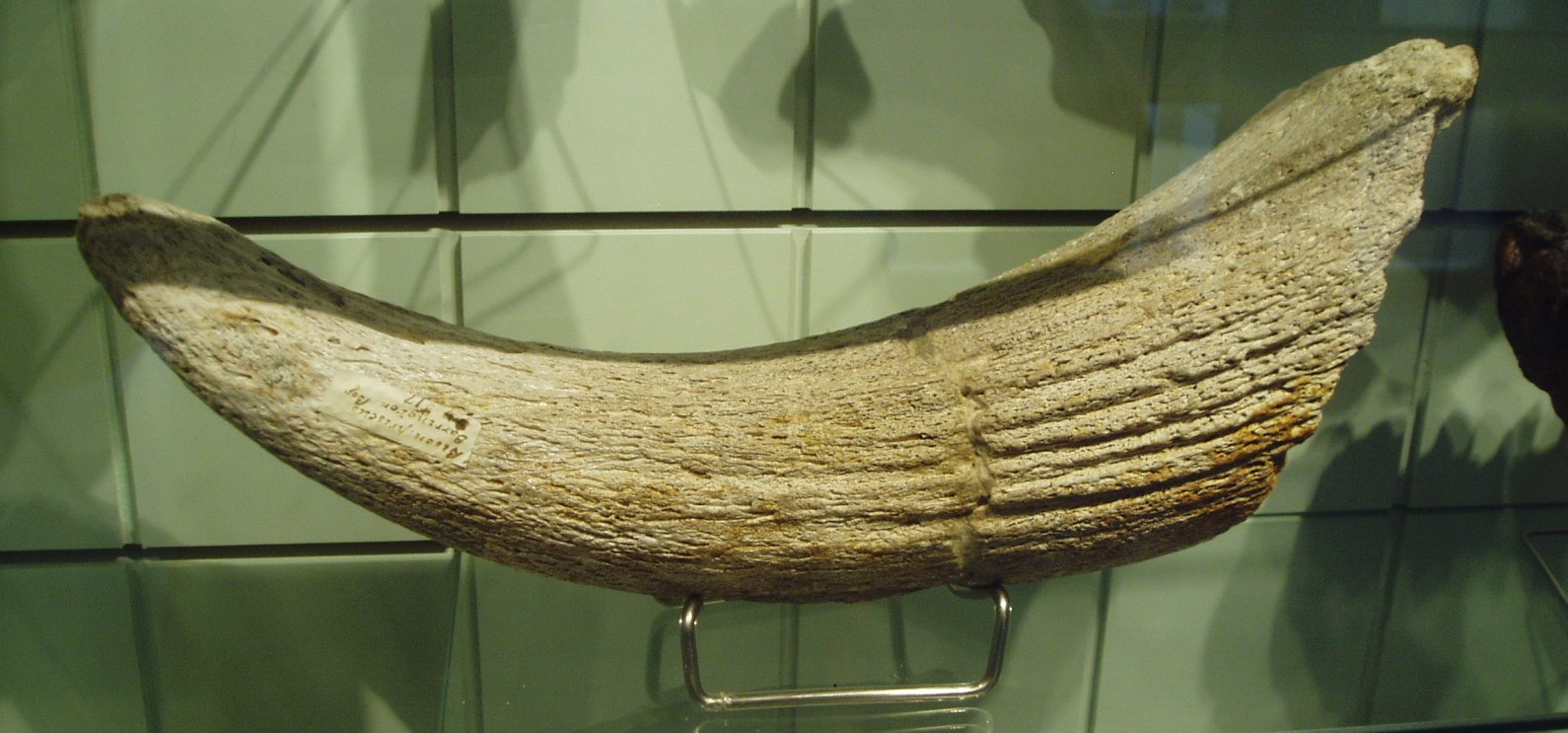
قرن يَعود للبيسون بريسكس.

ظهر البيسون بريسكس في البداية قبل 70,0000 عام على الأقل خلال عصر البلستوسين، وكان هو السلف الأول لجميع أنواع البيسون الأخرى. فقد أظهرت التحليلات والدراسات المتعلقة بالعلاقات التطورية للبيسون بريسكس أنه كان سلف البيسون الآسيوي، الذي ربما انحدر منه البيسون الأوروبي الحديث (لكن من المُتحمل أيضاً أن الأخير انحدر مباشرة من البيسون بريسكس). أما في أمريكا الشمالية، فقد كان سلف البيسون الأقرن (ب. لاتريفرونز) المنقرض، والذي تطور لاحقاً إلى البيسون أنتيكس، الذي تطور بدوره إلى البيسون الأمريكي الحديث. لكن في النهاية انقرض البيسون بريسكس قبل ما يَتراوح من 11,000 إلى 8,000 عام خلال أوائل عصر الهولوسين بعد أن خلف له سليلين حديثين من ثيران البيسون هما البيسون الأمريكي والأوروبي.